# Oenoptila
Oenoptila là một chi bướm đêm thuộc họ Geometridae.